# Alois Löser
El germà Alois Löser (Nördlingen, Alemanya, 11 de juny de 1954) és el segon i actual prior de la comunitat ecumènica de Taizé, a França. Si bé és d'origen alemany, té la nacionalitat francesa des de 1984.
Catòlic, va entrar a formar part de la Comunitat de Taizé el 1974, quan va rebre la vestimenta d'oració de la comunitat. Va fer el seu compromís per a tota la vida el 6 d'agost de 1978. Va ser coordinador de l'organització de les trobades internacionals en Taizé i trobades europees a diverses ciutats.
Segons la regla de Taizé publicada el 1953, el germà Roger Schutz, prior i fundador, el va triar com el seu successor, amb el beneplàcit de la comunitat, enl 1998. El germà Alois va succeir al germà Roger en el càrrec de prior de la comunitat de Taizé el 16 d'agost de 2005, després que aquest fos assassinat.
Seguint el costum del germà Roger, el germà Alois es reuneix anualment amb representants de diverses confessions cristianes: ho va fer amb els papes Benet XVI i Francesc, els patriarques ortodoxos Bartomeu I de Constantinoble i Ciril I de Moscou, el Consell ecumènic de les Esglésies i l'arquebisbe de Canterbury Justin Welby, entre d'altres.
El 2014 va rebre el Memorial Cassià Just.